# Ebaeides strandiella
Ebaeides strandiella là một loài bọ cánh cứng trong họ Cerambycidae.